# Cheilanthes chinensis
Cheilanthes chinensis är en kantbräkenväxtart som först beskrevs av Bak., och fick sitt nu gällande namn av Karel Domin. Cheilanthes chinensis ingår i släktet Cheilanthes och familjen Pteridaceae. Inga underarter finns listade.